# Rikard Nordraak
Rikard Nordraak (12. června 1842, Oslo – 20. března 1866, Berlín) byl norský hudební skladatel. Roku 1864 složil norskou státní hymnu Ja, vi elsker dette landet (Ano, my milujeme tuto zemi). Autor jejího textu, Bjørnstjerne Bjørnson, byl Nordraakův bratranec. Spoluzakládal hudební společnost Euterpe. Zemřel na tuberkulózu a byl pohřbený na hřbitově Vår Frelsers Gravlund v Oslu.